# Hochjoch (Verwall)
Das Hochjoch ist ein 2520 m ü. A. hoher Berg mit zwei schwach ausgeprägten Gipfelhöckern im Verwall, im österreichischen Bundesland Vorarlberg in der Region Montafon. Es erscheint von Nordosten (z. B. vom Spullersee) als ebenmäßige Pyramide, von Westen hingegen fällt es mit seinen Nebengipfeln schon aus dem Walgau als breites Massiv auf. Das Wander- und Skigebiet liegt im Gemeindegebiet von Schruns und ist auch bekannt als Kapell (von Kapellalpe). Die Vorderkapellalpe steht gleich hinter der Bergstation der von Schruns heraufführenden Hochjochbahn, die Hinterkapellalpe weiter östlich. Die Hochjoch Bergbahnen (Hochjoch Schruns) gehören heute zum Skizentrum Silvretta Montafon. Die Gemeindegrenze Schruns–Silbertal ist über den Berg gezogen und setzt sich südwestlich weiter auf dem Grat über das Kreuzjoch bis zur Zamangspitze fort.

## Erreichbarkeit
Schruns ist mit der Bahn (die Montafonerbahn ab Bludenz erschließt das Montafon) oder per Auto gut zu erreichen. Im Sommer ist Schruns auch über die mautpflichtige Silvretta-Hochalpenstraße von Landeck erreichbar.

## Wandern

### Gipfel
Westlich des Hochjochs befindet sich die Wormser Hütte. Von dort bieten sich die folgenden Aufstiege an:
- Kapelljoch auf 2325 m, ¼ Std.
- Zamangspitze auf 2386 m, 1¼ Std. (Trittsicherheit ist erforderlich)
- Kreuzjoch auf 2395 m, ¾ Std.
- Hochjoch auf 2520 m, 2½ Std. (einige Stellen II)

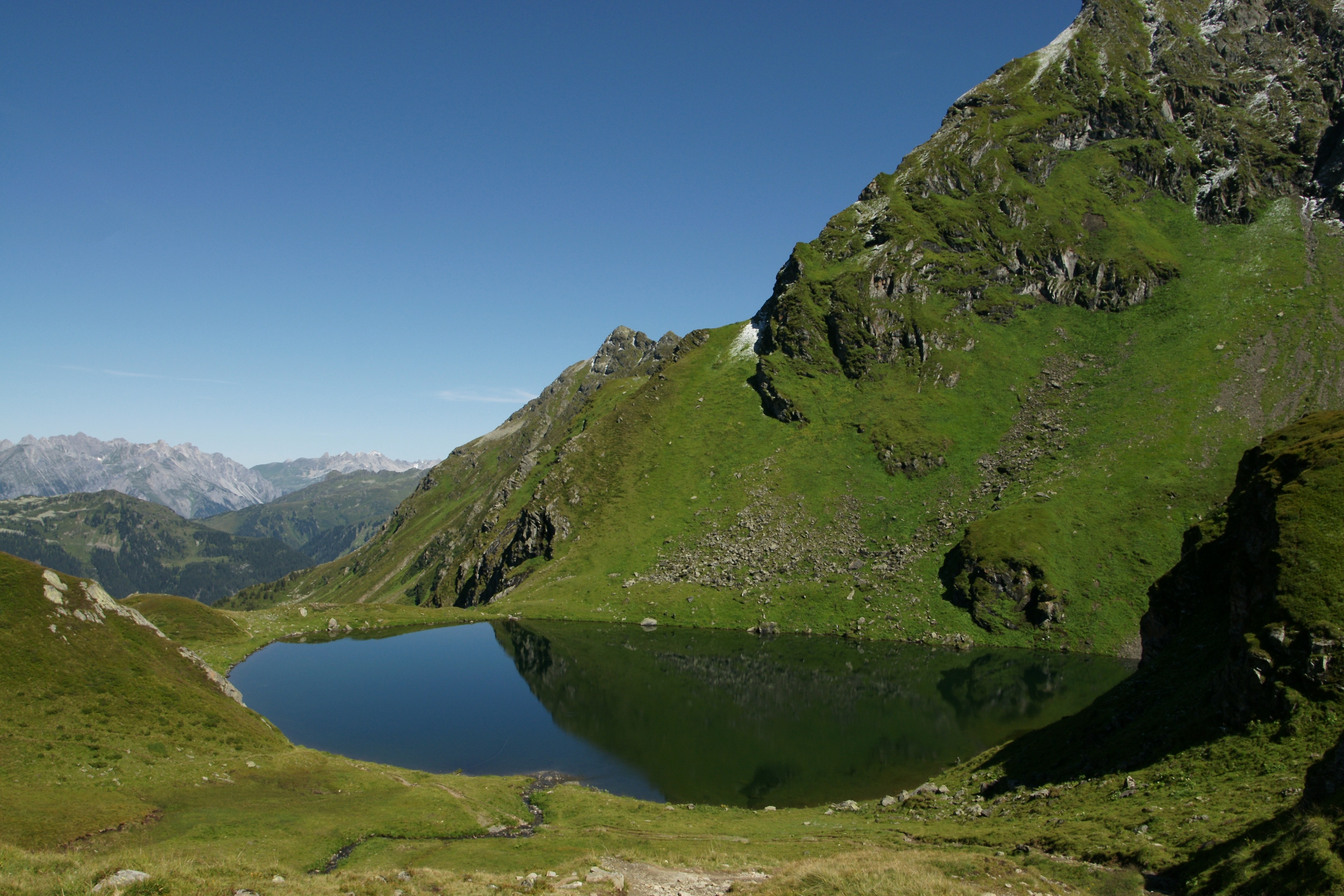
Schwarzsee

- Mittagsjoch auf 2362 m, 2 Std.

### Seen
Beliebte Ziele sind der Herzsee (2216 m) unterhalb des Kreuzjochs sowie der Schwarzsee zwischen Hochjoch und Sennigrat.

Neben Sauerbleis (vorarlbergisch: "Bleise" steht für "Wiese", also saure Wiese) (1985 m) liegt der Speichersee Hochjoch. Er dient als Speicher für die Beschneiungsanlagen des Skigebietes.

## Wintersport
Am 15. Dezember 1906 wurde in Schruns der Wintersportclub Schruns gegründet und bereits im Winter 1906/07 besuchten die ersten Skifahrer das Gebiet.
Die Österreichischen Alpinen Skimeisterschaften 1947 sollten eigentlich auf der Kapellabfahrt am Hochjoch in Schruns gefahren werden, sie mussten aber wegen der warmen Temperaturen auf die Grabser Abfahrt auf der Tschaggunser Mittagspitze verlegt werden.
In den Jahren 1971, 1973 und 1975 war die Kapellalpe dann wieder Austragungsort von Ski-Weltcup-Rennen der Damen: Die Goldschlüsselrennen fanden mit Abfahrts- und Slalomwertung im Wechsel hier, auf Grabs (1963–1969) und am Golm (1977–1983) statt. Damit erlangte das Gebiet durch die Berichterstattung der Medien internationale Bekanntheit.
Die für den 20. und 21. Dezember 2011 geplanten Europacup-Rennen der Damen (Slalom) mussten wegen Schneemangel abgesagt werden.
Seit 2012 finden regelmäßig zum Ski-Opening, Welt- und Europacup-Rennen im Ski- und Snowboardcross am Hochjoch statt.

### Hochjochbahn
1913 gab es erste Pläne, eine Bahn auf das Schrunser Kapell zu bauen. Im Herbst 1945 schlugen die beiden Schrunser Josef Thöni und Albert Zudrell sowie der Alpinschriftsteller Walther Flaig den Bau einer Kabinenseilbahn von Schruns über die Kapellalpe auf den Kreuzjochgipfel in 2395 m Höhe vor.
1948 wurde die Montafoner Bergbahn GmbH gegründet. 1950 konnte die „Vierjahreszeitenbahn“ auf das Kapell (1855 m) eröffnet und 1951 auch die zweite Sektion (Kropfen–Kapellalpe) in Betrieb genommen werden. Anfangs war dies ein Sessellift und 1966 wurde eine Bahn mit vier pendelnden Kabinen (grundsätzlich Umsteigen in der Mittelstation Kropfen notwendig) auf das Kapell gebaut.
Seit 1980 ist auch das Grasjoch-Gebiet erschlossen und mit der Zamangbahn von Schruns sowie der Kapellbahn von Silbertal wurden weitere Aufstiegsmöglichkeiten geschaffen.
Der auch im Sommer in Betrieb befindliche Sessellift Sennigratbahn führt von der Bergstation (Kapell) der Hochjochbahn auf den knapp 2300 Meter hohen Sennigrat. Von dort braucht man noch 15 bis 20 Minuten auf einem gut ausgebautem Wanderweg mit wenig Höhenunterschieden zur Wormser Hütte.
Es gibt heute vier Stationen der aufs Hochjochmassiv führenden Bahnen im Tal:
- Haupttalstation der Hochjochbahn nahe dem Ortskern von Schruns
- Zamangbahn in Schruns
- Kapellbahn im Silbertal
- Grasjochbahn in St. Gallenkirch (seit Dezember 2011)[5]

Die Silvretta Nova Bergbahnen und die Bahnen am Hochjoch schlossen sich 2008 zusammen zur Silvretta Montafon.
Bis 2011 war aber das Hochjoch nur von den talauswärtigen Orten erreichbar, mit 2011/12 ging mit der Grasjoch–Hochalpila-Anlage unterhalb der Zamangspitze die Verbindung über St. Gallenkirch in Betrieb.
Seit der Wintersaison 2014/15 ist das Hochjoch durch die Panorama Bahn aus dem Gebiet von Kapell deutlich schneller erreichbar.

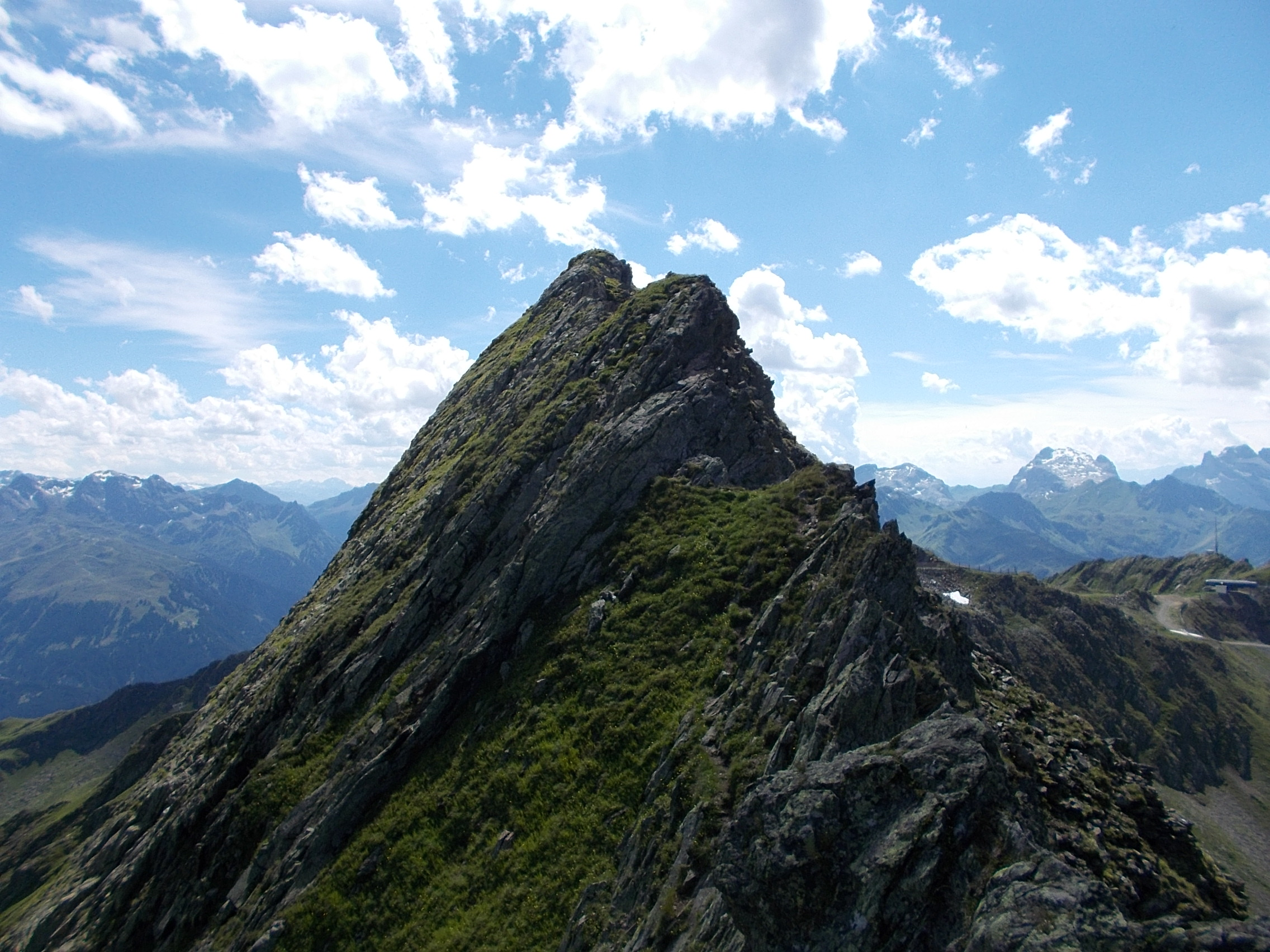
Am Normalweg zum Hochjoch, Blick nach Südwesten. Rechts hinten der Sendemast auf dem Kreuzjoch.
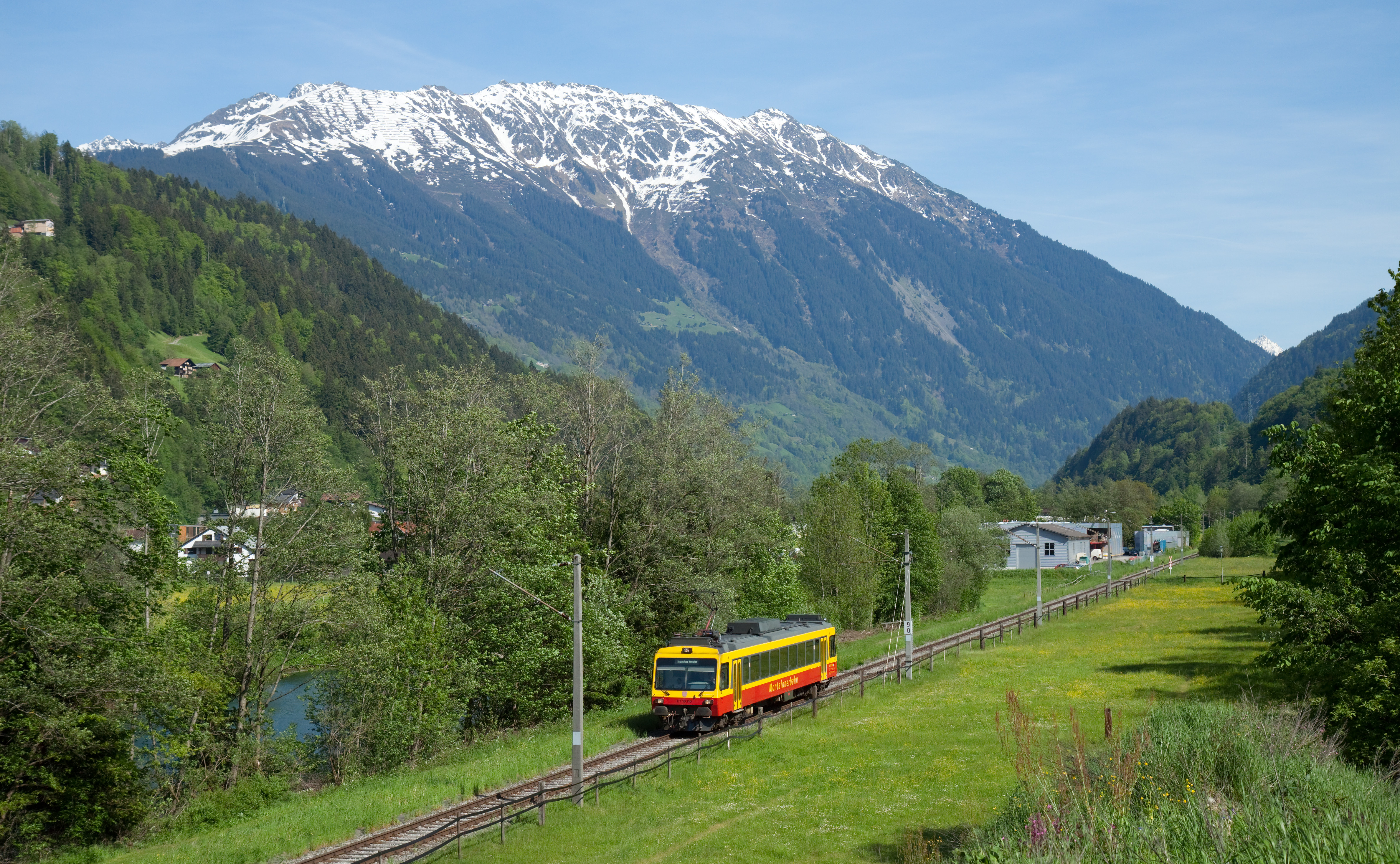
Das Hochjochmassiv von Westen. Das Hochjoch selbst schaut nur knapp über den Sennigrat hervor, dominant sind hier Kreuzjoch und Zamangspitze (rechts)
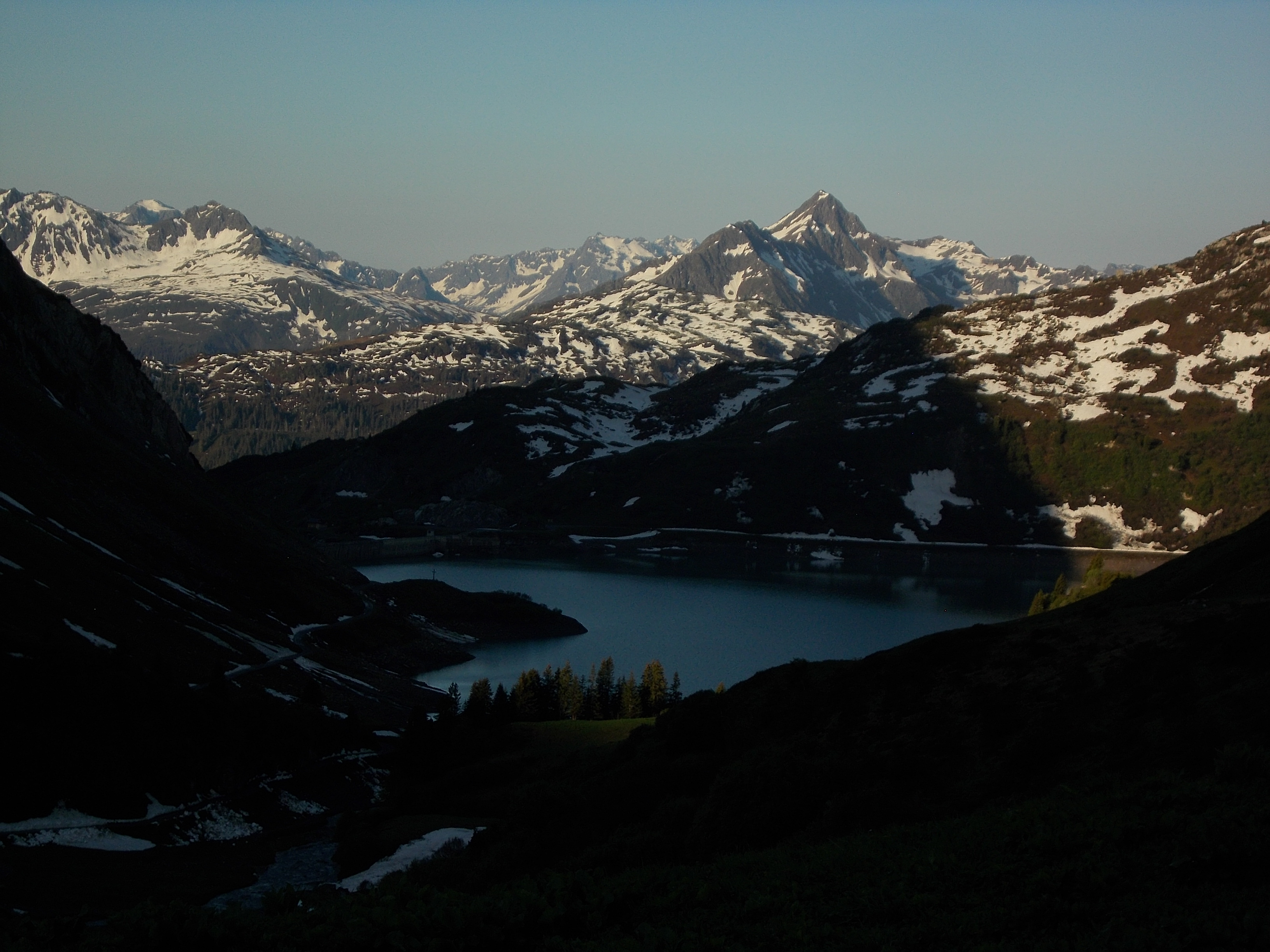
Blick von Nordosten über den Spullersee zum Hochjoch (halbrechts)
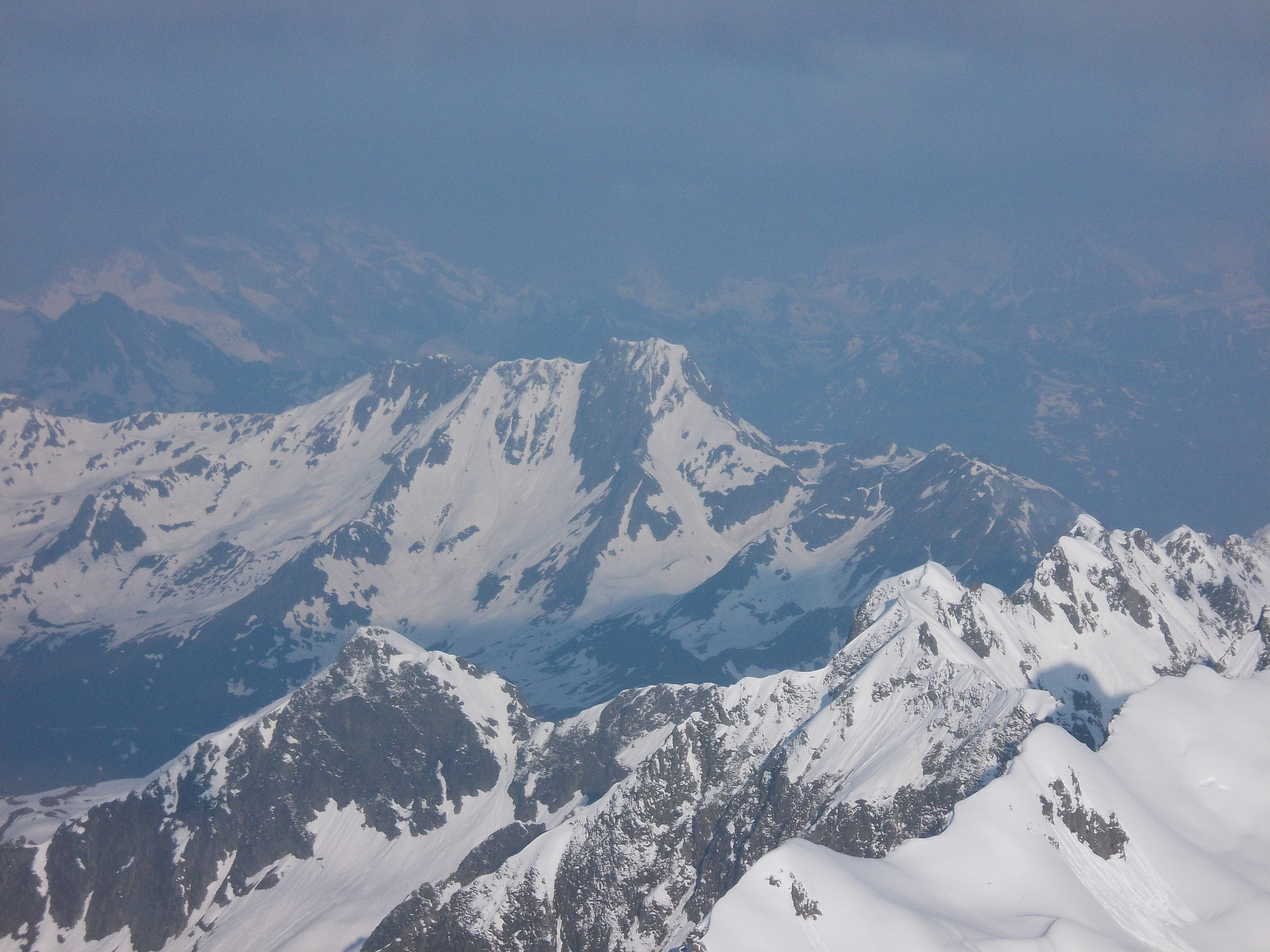
Blick von den Pflunspitzen aufs Hochjoch
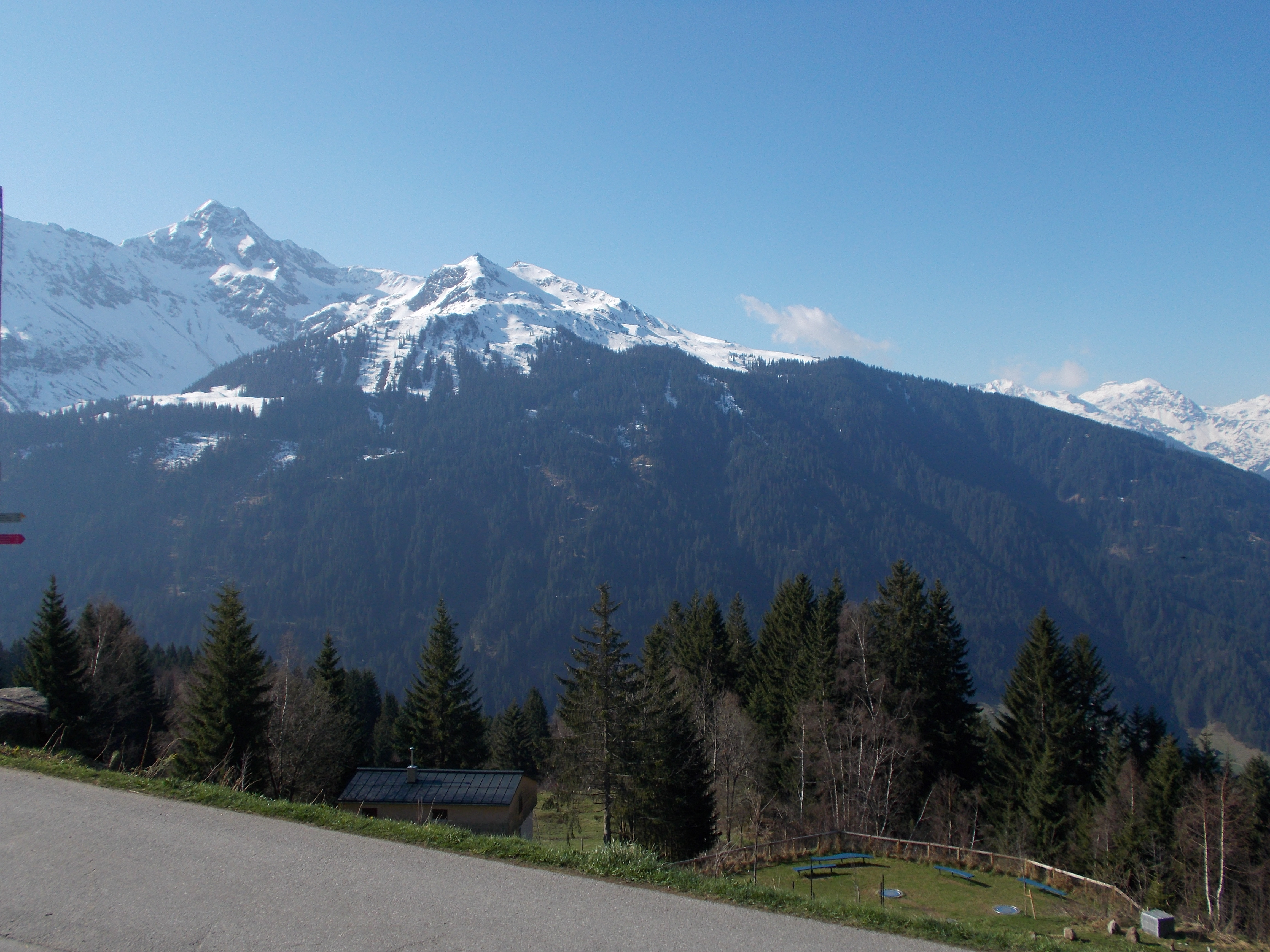
Hochjoch (links) und Skigebiet von Innerberg